# Corée du Sud aux Jeux olympiques d'hiver de 2018
La Corée du Sud est le pays hôte des Jeux olympiques d'hiver de 2018, qui se déroulent à Pyeongchang du 9 au 25 février 2018. Il s'agit de sa dix-huitième participation à des Jeux d'hiver.

## Participation
Aux Jeux olympiques d'hiver de 2018, les athlètes de l'équipe de Corée du Sud participent aux épreuves suivantes : 
| Sport                                | Hommes | Femmes | Total |
| ------------------------------------ | ------ | ------ | ----- |
| Ski alpin                            | 2      | 2      | 4     |
| Biathlon                             | 1      | 5      | 6     |
| Bobsleigh                            | 4      | 2      | 6     |
| Ski de fond                          | 2      | 2      | 4     |
| Curling                              | 6      | 6      | 12    |
| Patinage artistique                  | 3      | 4      | 7     |
| Ski acrobatique                      | 3      | 5      | 8     |
| Hockey sur glace                     | 25     | 23     | 48    |
| Luge                                 | 3      | 2      | 5     |
| Combiné nordique                     | 1      | -      | 1     |
| Patinage de vitesse sur piste courte | 5      | 5      | 10    |
| Skeleton                             | 2      | 1      | 3     |
| Saut à ski                           | 2      | 1      | 3     |
| Snowboard                            | 7      | 4      | 11    |
| Patinage de vitesse                  | 10     | 8      | 18    |
| Total                                | 76     | 70     | 146   |

## Médaillés
Avec le titre de Yun Sung-bin en skeleton, la Corée du Sud obtient pour la première fois une médaille olympique aux Jeux d'hiver dans une autre discipline que les épreuves de patinage.
| Sport                                | Discipline                    | Athlète(s)                                                        | Performance   | Date       |
| Médailles d'or : 5                   |                               |                                                                   |               |            |
| Patinage de vitesse sur piste courte | 1 500 mètres hommes           | Lim Hyo-jun                                                       | 2:10,485 min  | 10 février |
| Patinage de vitesse sur piste courte | 1 500 mètres femmes           | Choi Min-jeong                                                    | 2:24,948 min  | 17 février |
| Patinage de vitesse sur piste courte | Relais 3 000 mètres           | Shim Suk-hee Choi Min-jeong Kim Ye-jin Kim A-lang                 | 4:07,361 min  | 20 février |
| Skeleton                             | Hommes                        | Yun Sung-bin                                                      | 3:20,55 min   | 16 février |
| Patinage de vitesse                  | Mass start hommes             | Lee Seung-hoon                                                    | 7:43,97 min   | 24 février |
| Médaille d’argent : 8                |                               |                                                                   |               |            |
| Patinage de vitesse                  | 500 mètres femmes             | Lee Sang-hwa                                                      | 37,33 min     | 18 février |
| Patinage de vitesse                  | 500 mètres hommes             | Cha Min-kyu                                                       | 34,42 min     | 19 février |
| Patinage de vitesse                  | Poursuite hommes              | Lee Seung-hoon Chung Jae-won Kim Min-seok                         | 3:38,52 min   | 21 février |
| Patinage de vitesse                  | Mass start femmes             | Kim Bo-reum                                                       | 8:32,99 min   | 24 février |
| Patinage de vitesse sur piste courte | 500 mètres hommes             | Hwang Dae-heon                                                    | 39,854 min    | 22 février |
| Snowboard                            | Slalom géant parallèle hommes | Lee Sang-ho                                                       | 1er           | 24 février |
| Bobsleigh                            | Bob à quatre hommes           | Won Yun-jong Jun Jung-lin Seo Young-woo Kim Dong-hyun             | 3 min 16 s 38 | 25 février |
| Curling                              | Tournoi feminin               | Kim Eun-jung Kim Kyeong-ae Kim Seon-yeong Kim Yeong-mi Kim Cho-hi | 2e place      | 25 février |
| Médailles de bronze : 4              |                               |                                                                   |               |            |
| Patinage de vitesse                  | 1 500 mètres hommes           | Kim Min-seok                                                      | 1:44,93 min   | 13 février |
| Patinage de vitesse                  | 1 000 mètres hommes           | Kim Tae-yun                                                       | 1:08,22 min   | 23 février |
| Patinage de vitesse sur piste courte | 1 000 mètres hommes           | Seo Yi-ra                                                         | 1:31,619 min  | 17 février |
| Patinage de vitesse sur piste courte | 500 mètres hommes             | Lim Hyo-jun                                                       | 39,919 min    | 22 février |

| Sport                                | Médaille d'or, Jeux olympiques | Médaille d'argent, Jeux olympiques | Médaille de bronze, Jeux olympiques | Total |
| ------------------------------------ | ------------------------------ | ---------------------------------- | ----------------------------------- | ----- |
| Patinage de vitesse sur piste courte | 2                              | 0                                  | 1                                   | 3     |
| Skeleton                             | 1                              | 0                                  | 0                                   | 1     |
| Patinage de vitesse                  | 0                              | 0                                  | 1                                   | 1     |

| Jour     | Date       | Médaille d'or, Jeux olympiques | Médaille d'argent, Jeux olympiques | Médaille de bronze, Jeux olympiques | Total |
| -------- | ---------- | ------------------------------ | ---------------------------------- | ----------------------------------- | ----- |
| 1er jour | 8 février  | —                              | —                                  | —                                   | —     |
| 2e jour  | 9 février  | —                              | —                                  | —                                   | —     |
| 3e jour  | 10 février | 1                              | 0                                  | 0                                   | 1     |
| 4e jour  | 11 février | 0                              | 0                                  | 0                                   | 0     |
| 5e jour  | 12 février |                                |                                    |                                     |       |
| 6e jour  | 13 février |                                |                                    | 1                                   | 1     |
| 7e jour  | 14 février |                                |                                    |                                     |       |
| 8e jour  | 15 février |                                |                                    |                                     |       |
| 9e jour  | 16 février | 1                              |                                    |                                     | 1     |
| 10e jour | 17 février | 1                              |                                    | 1                                   | 2     |
| 11e jour | 18 février |                                |                                    |                                     |       |
| 12e jour | 19 février |                                |                                    |                                     |       |
| 13e jour | 20 février |                                |                                    |                                     |       |
| 14e jour | 21 février |                                |                                    |                                     |       |
| 15e jour | 22 février |                                |                                    |                                     |       |
| 16e jour | 23 février |                                |                                    |                                     |       |
| 17e jour | 24 février |                                |                                    |                                     |       |
| 18e jour | 25 février |                                |                                    |                                     |       |
| Total    | Total      | 3                              | 0                                  | 2                                   | 5     |